# 渋滞料金

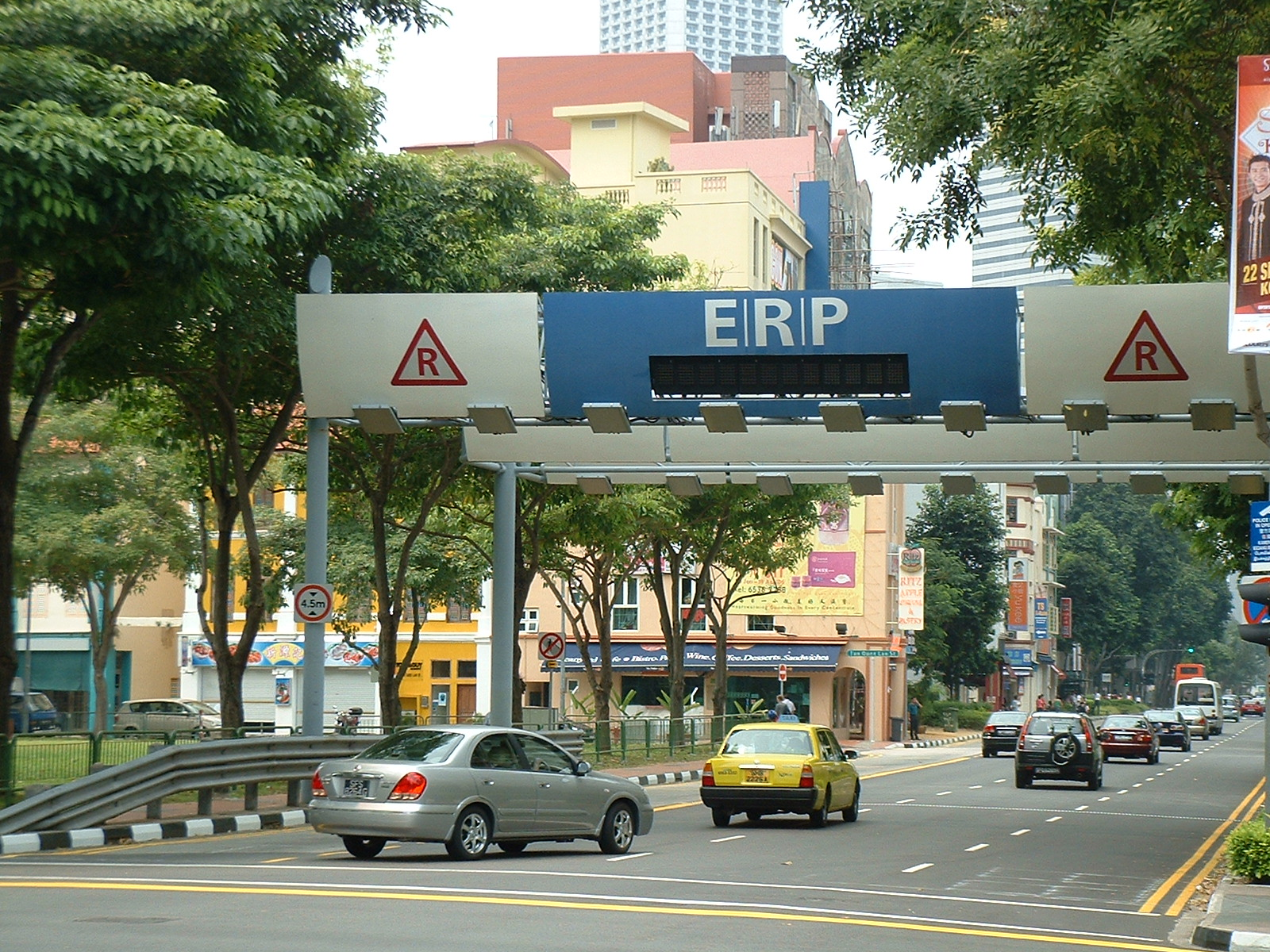
都市部渋滞料金制度を世界で初めて導入したシンガポールのERP(電子道路課金)

渋滞料金（じゅうたいりょうきん：Congestion Pricing）または混雑料金制度とは、需要過剰によって混雑の影響を与える公共財の利用者に追加料金を課す制度である。
例えば、バス、電気、地下鉄、鉄道、電話などの利用料金をピーク時に引き上げたり、道路料金を課して交通渋滞を緩和する。航空会社や海運業には、混雑時に空港や運河の発着枠に高い料金を課す場合がある。需要を調整し、供給を増やさず混雑を管理する。
混雑料金制度の経済理論では、目的は、 価格メカニズムを用いて、利用者が本来であれば負担しない活動(例えば、ピーク需要時に混雑したエリアを運転するなど)の社会的費用を賄う。混雑料金は、過剰消費される製品に価格を設定し、空間的または時間的な需要の再分配を促し、より効率的な結果をもたらす。
シンガポールは1975年に都市道路に渋滞課金を導入した最初の国であり、1998年に改良された。その後、ロンドン、ストックホルム、ミラノ、ヨーテボリ、ニューヨーク市マンハッタンの中央ビジネス地区などの都市で導入されてきた。また、COVID-19パンデミック以前には、ワシントンD.C.とサンフランシスコでも導入が検討されていた。気候変動へ影響する汚染や温室効果ガス排出の害に対する意識の高まりから、近年、渋滞課金への関心が高まっている。
渋滞料金の導入により、都市部の交通渋滞が緩和し、大気汚染が軽減し、喘息が軽減し、住宅価格が上昇したが、批判や政治的な不満も引き起こした。
経済学者の間では、混雑した交通網に渋滞料金を導入し、収益を他の税金の引き下げに充て、国民の平均的生活水準が向上するので合意が得られているが、、通行料金の設定方法、共通費用の負担方法、余剰収入の扱い方、通行料金導入による「損失者」への補償の有無や方法、高速道路の民営化の是非などについて意見が分かれている。

## 解説
混雑料金制度とは、市場経済学の概念の一つで、価格設定メカニズムを使い、利用可能な供給量を超えるピーク需要によって生じる負の外部性を公共財利用者に課すものである。経済的根拠は、価格がゼロの場合、需要が供給を上回り、不足が生じるため、供給量を増やすのではなく、均衡価格を課し不足分を是正すべきだというものである。通常、混雑が発生する特定の時間帯や場所で価格を引き上げる。無料で提供される税金で賄われる公共財の場合、ピーク需要が供給量を超えた際に 新たな使用税や使用料を導入する。

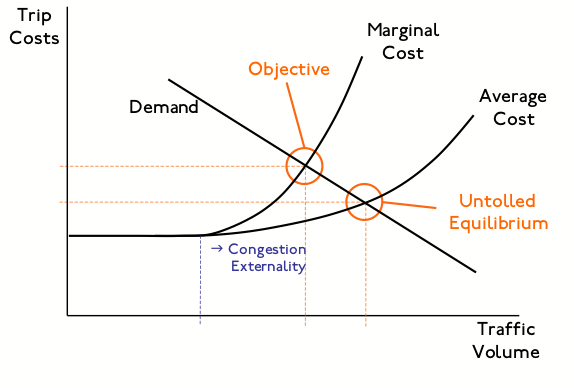
通行料無料均衡から混雑料金均衡への移行の経済的根拠

混雑料金制度の経済理論では、価格メカニズムを利用し、利用者がピーク需要時に消費する際にお互いに負担させる費用をより意識させ、自分たちが作り出す追加の混雑にも支払うべきであることを認識させ、空間または時間的な需要の再分配を促し、公共の代替財の消費(例えば、私的交通機関から公共交通機関への切り替え)に移行させることが目的である。 
公共事業や公共サービスで、混雑期間中に料金を高く設定し、サービス需要をより適切に管理したり、ピーク需要を満たす高額な新規投資を避けたり、経済的・財務的にサービス容量を追加できない場合に使用されてきた。混雑料金は、電話、電力、地下鉄、鉄道、バスなどで広く使用されており、インターネットアクセスの課金にも提案されている。 また、港湾、水路、空港、道路課金に関して主流の運輸経済学者によって広範に研究され、提唱されてきたが、特に都市道路では、望ましくない分配効果、得られた収入の処分、混雑料金の社会的・政治的受容性など、議論の的となる物議を醸すため、実施はかなり限られている。

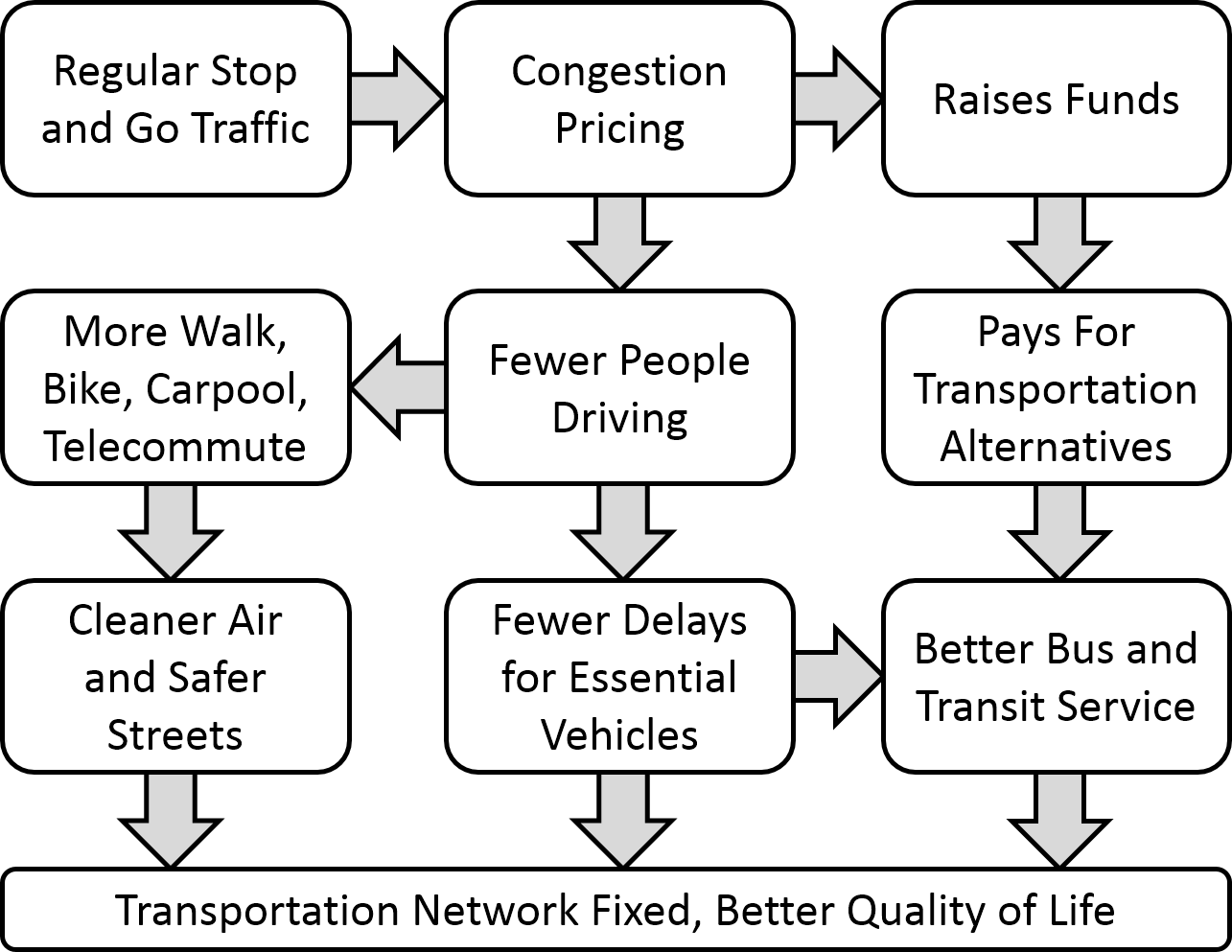
渋滞料金の導入フローチャート

混雑料金は、交通渋滞の解決のために経済学者が提案する需要側(供給側と対照)の代替戦略である 。 交通渋滞は、負の外部性(外部不経済)とみなされ 、取引が第三者に費用をもたらす場合に発生し、多くの場合、公共財の使用から生じる。例えば、製造業や輸送業が大気汚染を引き起こし、公共の空気を利用する際に他者に費用を課す場合などである。混雑料金は、ユーザーが公共財に上乗せした支払いを要求し、それによって社会の厚生利益または純便益を増やす効率的な価格設定戦略である。
ノーベル賞受賞者のウィリアム・ヴィックリーは、 1952年にニューヨーク市地下鉄に距離または時間に基づいた運賃システムを追加することを初めて提案し、道路輸送の分野ではモーリス・アレやガブリエル・ロスが理論を拡張し、ロスは最初の設計に重要な役割を果たし、彼の世界銀行の勧告に基づいてシンガポールで最初のシステムが導入され、1964年に英国運輸省の スミード報告書でも検討されたが、歴代の英国政府は拒否した。
道路における渋滞課金制度導入の交通経済学的根拠は、「渋滞問題への政策対応の一つ」と評され、 2003年に米国議会合同経済委員会への証言は以下の通りである。
「渋滞は、財(ある場所・時間での高速道路容量)の価格設定の誤りから生じると考えられる。供給量(レーンマイルで測定)は、実質的に価格ゼロの場合の需要量よりも少ない。財またはサービスが無料で提供される場合、人々は費用を反映した価格を支払うよりも、多くのものを要求し、無駄に利用しがちだ。渋滞課金制度は、希少資源を最も価値のある用途に割り当てるために価格を課すという基本的な経済概念に基づき、利用者の支払い意思の有無で証明される。」
交通分野の混雑課金には、技術的には2つの種類がある。コルドン課金またはエリア課金は、影響を受けるエリア(通常は市内中心部など、交通需要が集中するエリア)の境界を定義し、境界を越える個人車両に課金する。レーン課金または施設課金は、道路や橋梁などの単一の施設へのアクセスに課金する。実際には、「混雑課金」という用語は、施設課金ではなく、コルドン課金を指すことが多い。施設課金が比較的新しい概念であるためである。

## 道路
道路混雑課金の実用化は、交通渋滞が都市中心部および周辺で頻繁に発生するため、実際は都市部に限られている。混雑課金には、固定課金、変動課金(交通量の多い時間帯に事前に料金を高く設定)、または動的課金(実際の状況に応じて料金が変動)がある。
世界中で渋滞課金制度が拡大するにつれ、実施されている制度は4つの異なるタイプに分類される。市内中心部の周囲を囲む渋滞課金、エリア全体の渋滞課金、市内中心部の有料リング、そして回廊または単一施設の渋滞課金である。

### 封鎖地域と地域全体
参照:電子道路課金システム(シンガポール)、ロンドン渋滞税、ストックホルム渋滞税、エコパス、ミラノエリアC、ヨーテボリ渋滞税、ニューヨーク市の渋滞税
コードンエリア渋滞料金は、通常、市街地の中心部にある制限区域に入るために利用者が支払う料金または税金であり、区域内の交通渋滞を緩和する需要管理戦略の一環である。経済的根拠は、大気汚染、騒音、交通事故、環境と都市の劣化、および渋滞した道路に追加の利用者が進入し他のドライバーに課される交通渋滞による追加費用と遅延など、道路輸送の外部性または社会的費用に基づいている。

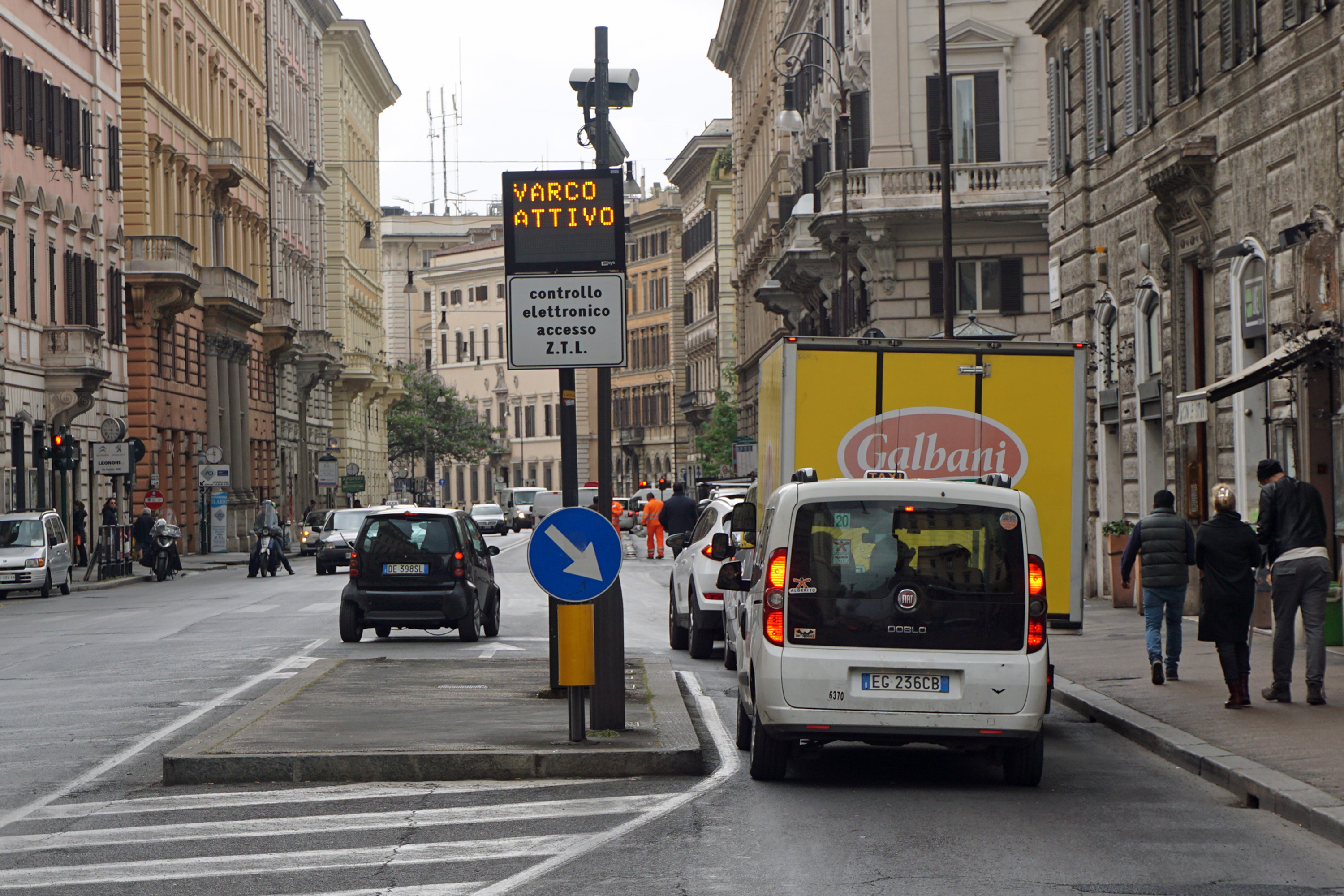
自動監視システムを備えたローマの交通制限区域(ZTL)の入場管理ポイント

最初に実施されたのは1975年の シンガポール地域ライセンス制度で、包括的なロードプライシング措置、厳格な自動車所有規則、公共交通機関の改善と併せて実施された。電子料金収受(ETC)、電子検出、ビデオ監視技術の進歩により、渋滞料金の徴収が容易になった。シンガポールは1998年にシステムを改良し同様の課金制度が2001年にローマで導入された 。  ロンドンでは2003年に実施され、2007年に延長された。ストックホルムでは2006年に7か月の試験運用の後、恒久的に実施された。ミラノは2008年1月、低排出ガス基準車に課金し、よりクリーンな代替燃料車を免除する、Ecopassと呼ばれる1年間の試験プログラムを開始した。Ecopass制度は2011年12月31日まで延長され 2012年1月16日にArea C,に置き換えられ、汚染課金から混雑課金へと転換する試験的プログラムが実施された ヨーテボリ混雑税は2013年1月に導入され、ストックホルムの制度をモデルにしていた
シンガポールとストックホルムでは、利用者がコードンエリアを越えるたびに渋滞料金が課せられるが、ロンドンでは、利用者がコードンを越えた回数にかかわらず、渋滞料金区域内の公道を走行するすべての車両に1日あたりの料金が課せられる。ストックホルムは1日あたりの最高税額に上限を設けているが、シンガポールでは、料金は従量制に基づいており、料金は料金設定地点の交通状況に基づいて設定され、四半期ごとに見直される。陸運局 (LTA) は、電子道路課金システムが「高速道路では時速45～65km、幹線道路では時速20～30kmの最適な速度範囲を維持するのに効果的であった」と報告している。

#### シンガポール

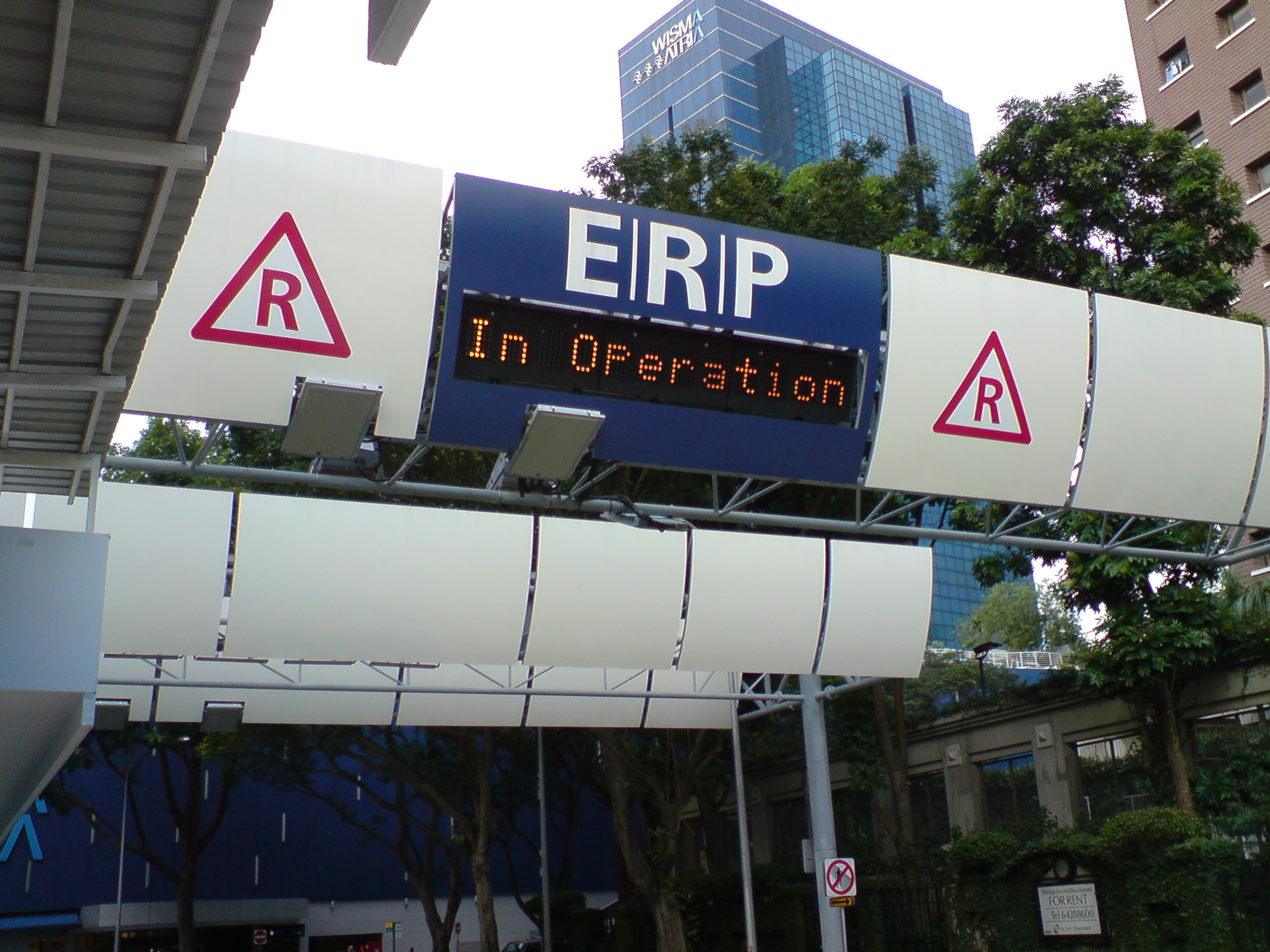
シンガポール ERP 制度の自動料金徴収ガントリー

料金設定の仕組みを改善し、リアルタイムの変動料金設定を導入するため、 シンガポールのLTAはIBMと共同で、2006年12月から2007年4月にかけて、交通量推定・予測ツール(TrEPS)を用いた試験運用を実施した。過去の交通データと複数の情報源から得た交通流状況の即時情報を使い、最大1時間先までの渋滞レベルを予測する。現在の交通状況と今後の交通状況を正確に推定し、変動料金設定を可能にするとともに、ドライバーに前方の状況と現在請求されている料金を事前に警告するなど、全体的な交通管理の改善が期待される
2010年、陸運局(LTA)は、第二世代ERPに衛星測位システム(GPS)を検討し始めた。現在市場で入手可能な最新技術が、特にシンガポールの密集した都市環境を考慮し、正確かつ効果的な渋滞課金ツールかの評価する目的である。導入は、短期間で完了するとは予想されていない

#### ロンドン

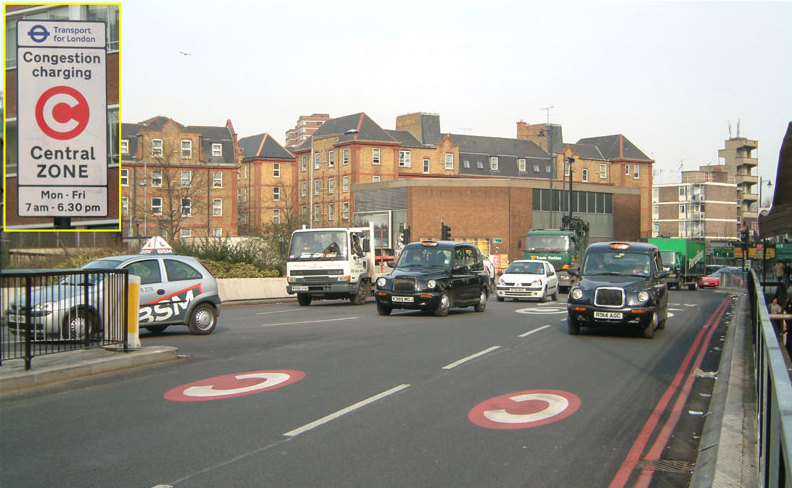
オールド ストリートでは、道路標示と赤地に白文字の「C」の標識 (挿入図) がドライバーに渋滞料金を警告している (ロンドン)

元ロンドン市長Ken Livingstoneの提案では、 2008年10月までに潜在的なCO2排出率に基づいた新しい料金体系が導入されることになっていた。後任のロンドン市長ボリス・ジョンソンは、2008年7月に新しいCO2課金はもう実施しないと発表し、2011年1月4日以降、2007年西方延長線を渋滞課金ゾーンから外して基本料金を10ポンドに値上げし、渋滞課金自動支払い (CC 自動支払い) 自動支払いシステムの導入を決定した。車両が課金ゾーン内を毎月走行する課金日数に基づいて車両に課金し、1日あたり9ポンドの割引料金を支払うことになる。2012年11月にロンドン交通局 (TfL)は、グリーン自動車割引を廃止する提案を提示し 、超低排出ガス割引(ULED)が2013年7月1日に発効し、渋滞料金ゾーンへの無料アクセスが特定の車両に制限された。実施されてから最初の10年間で、総収入は約26億ポンドに達したが、投資されたのはわずか12億ポンドであり、総収入の54%がシステムの運営と管理費に費やされ、批判があった。

2017年10月23日から、Tチャージと呼ばれる新しい毒性料金が導入された。ユーロ4基準を満たさない古くて汚染の多い車やバンは、渋滞税ゾーン(CCZ)内で10ポンドの追加料金を支払う必要がある。2019年4月8日には、Tチャージが超低排出ゾーン(Ultra Low Emission Zone：ULEZ)に拡大されたた。
Ecopass汚染課金は2011年12月31日で終了し、Area C制度に置き換えられた。Area C制度は2012年1月16日に発効し、当初は18か月のパイロットプログラムであった。エリアC制度は従来の混雑課金制度で、同じエコパス地理的エリアに基づいている。課金ゾーンに進入する車両は、汚染レベルに関係なく5ユーロの課金がかかる。ただし、エリア内の居住者は、年間40回まで無料で進入でき、その後は2ユーロの割引料金が適用される。 電気自動車、公共事業車両、警察車両および緊急車両、バスおよびタクシーは課金が免除される。ハイブリッドカーおよびバイフューエル 天然ガス車(CNGおよびLPG)は2013年1月1日まで免除されていたが、免除は2016年12月31日まで延期された
2013年3月に恒久化された。エリアCからのすべての純収益は、公共交通機関の再開発、保護、開発、「ソフトモビリティ」(歩行者、サイクリング、 ゾーン 30)、および物品の流通を合理化するシステムを含む、持続可能な交通と大気汚染を削減する政策を促進するために投資される。

#### ストックホルム

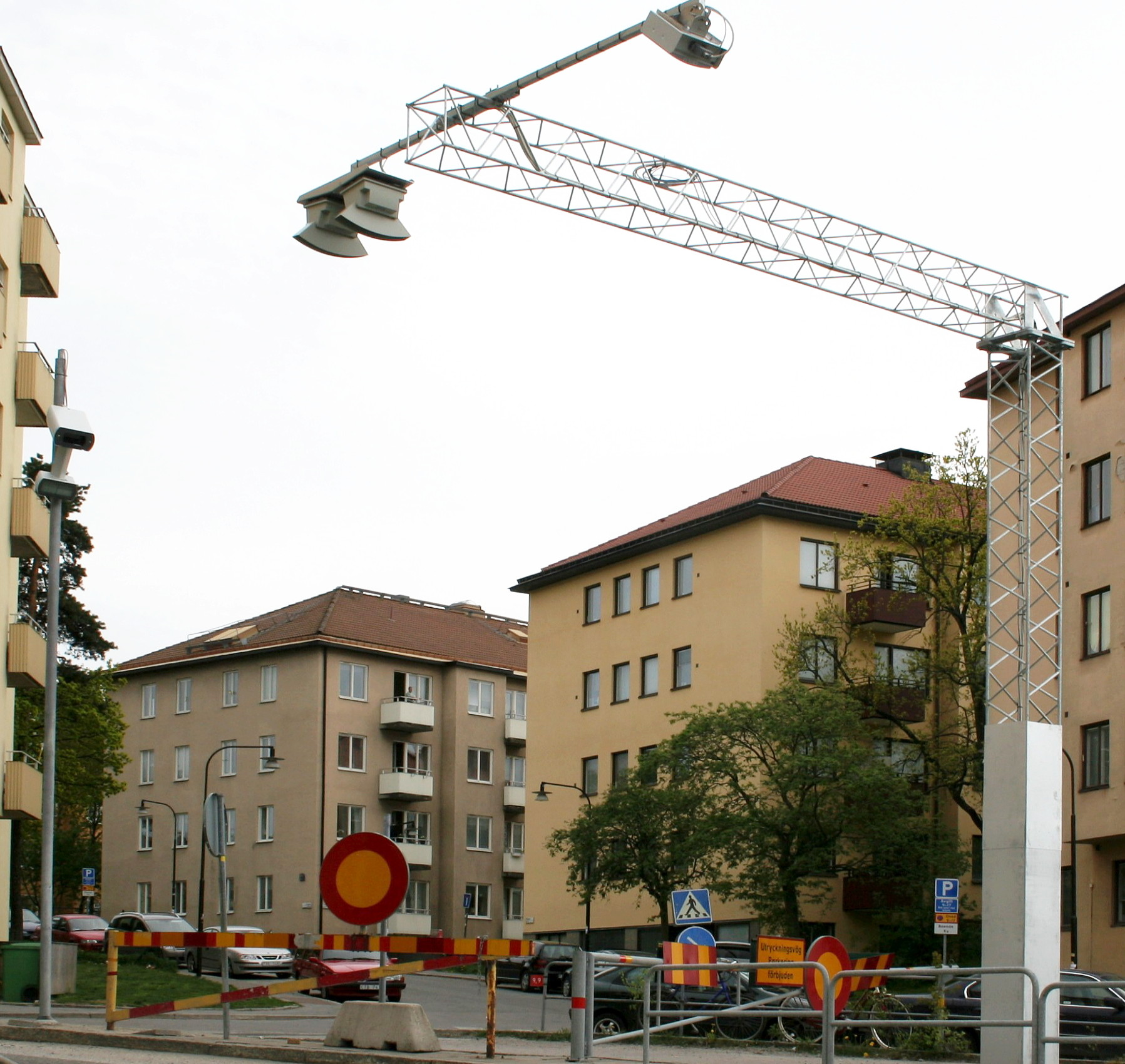
ストックホルム初の電子ガントリー、Lilla Essingenの自動検出システム

2016年1月1日、ストックホルム都心部で渋滞税が引き上げられ、Essingeleden 高速道路でも渋滞税が導入され、2007年に渋滞税が恒久的に導入されて以来、初めての引き上げであった。
Essingeledenの2つのインターチェンジの入口と出口に混雑税が導入され、ピーク時の交通渋滞が緩和されれば、周辺道路の渋滞も緩和されると期待される。関係する交通機関は、Essingeledenのピーク時の交通量を約10%削減できると見込んでいる。渋滞税の導入から1週間後、高速道路の交通量は12月中旬の通常日と比較して22%減少した。
増税は、アクセスと環境の改善だけでなく、インフラ整備の促進も目的である。追加資金はストックホルム地下鉄の延伸に充てられる。ストックホルムの混雑税は時間帯によって異なり、最も混雑する。2つのラッシュアワー、7:30～8:29と16:00～17:29の時間帯に、20スウェーデンクローナから30スウェーデンクローナに引き上げられた。目的は、交通を他の時間帯や公共交通機関に誘導し、都心部の混雑を緩和する。また、課税上限額は1日1台あたり105スウェーデンクローナに引き上げられた。

#### ノルウェイ
参照：ノルウェーの有料道路
ノルウェーのいくつかの都市では、中心部への入口に有料道路を設けている。最初の導入は1986年のベルゲンである。2010年にはトロンハイムで、その後クリスチャンサン、ベルゲン、オスロでも時間帯別料金が導入され、ラッシュアワー(オスロでは6:30～9:00と15:00～17:00)には料金が割高になった。料金は(2020年現在)通常1回あたり28ノルウェークローネ(2.37ユーロ)であるが、オスロ市内への入退出には5つの駅を通過する必要があり、126ノルウェークローネ(10.66ユーロ)かかる。

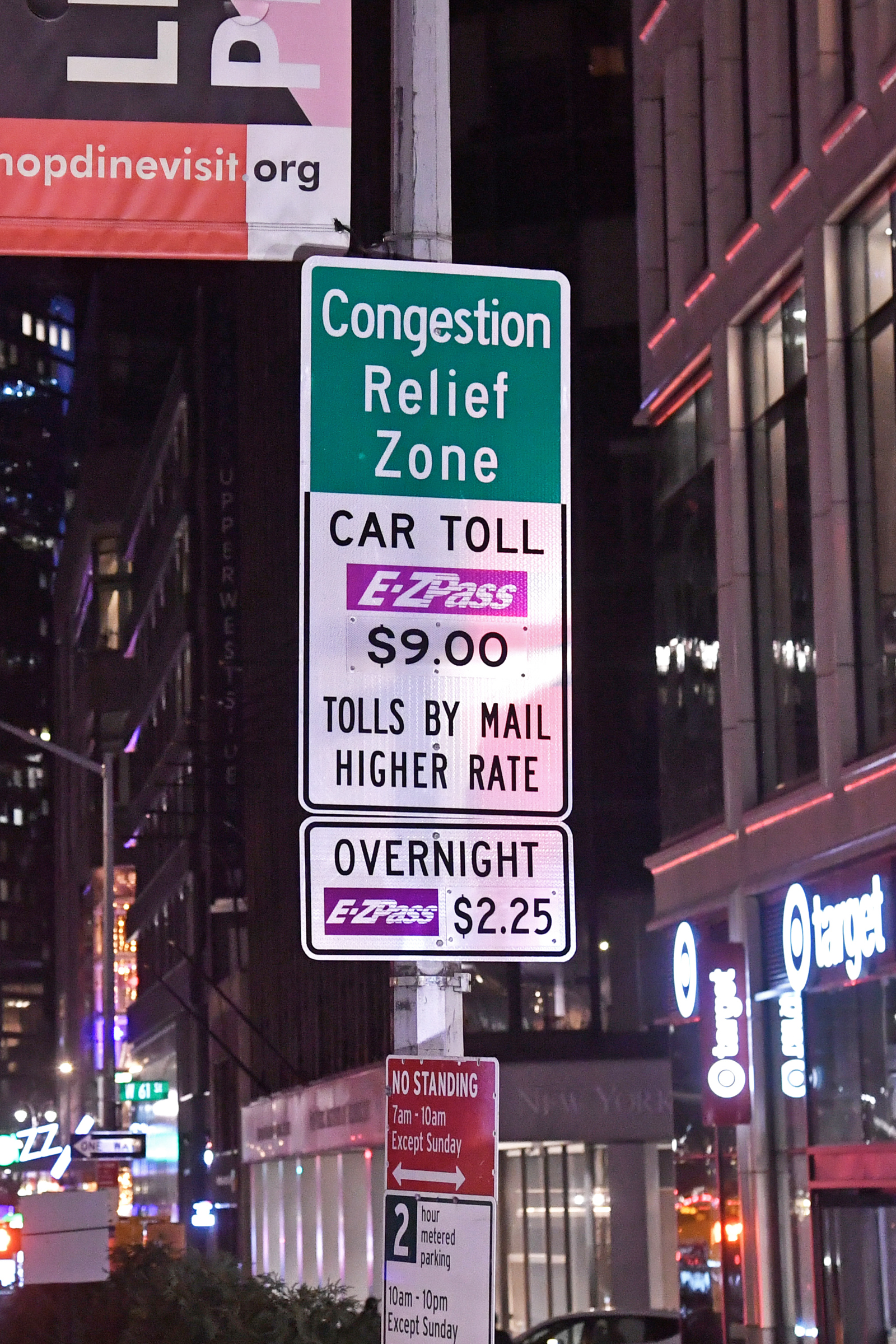
マンハッタン渋滞緩和ゾーンの看板

#### ニューヨーク市
ニューヨーク市の渋滞料金は2025年に導入された。60番街以南のマンハッタンに入るほとんどの車両には、一日を通して料金が変動する。

#### 旧市街中心部
ヨーロッパでは、イギリスのダラム、チェコ共和国のズノイモ、ラトビアのリガ、マルタのバレッタなど比較的小規模な都市が、観光シーズンのピーク時に交通渋滞、駐車問題、大気汚染を減らすために混雑料金制度を導入している。
ダラムは2002年10月に有料化し、1年後には車両交通量が85%減少した。それ以前は1日3,000台の車両が17,000人の歩行者と道路を共有していた。
バレッタでは、市内に入る車両を1日あたり1万台から7,900台に削減し、中心部に400台分の駐車スペースを確保した。8時間以上滞在する非居住者の車は60%減少したが、1時間以内の滞在を目的とした非居住者の車は34%と大幅に増加した。

#### 却下された提案

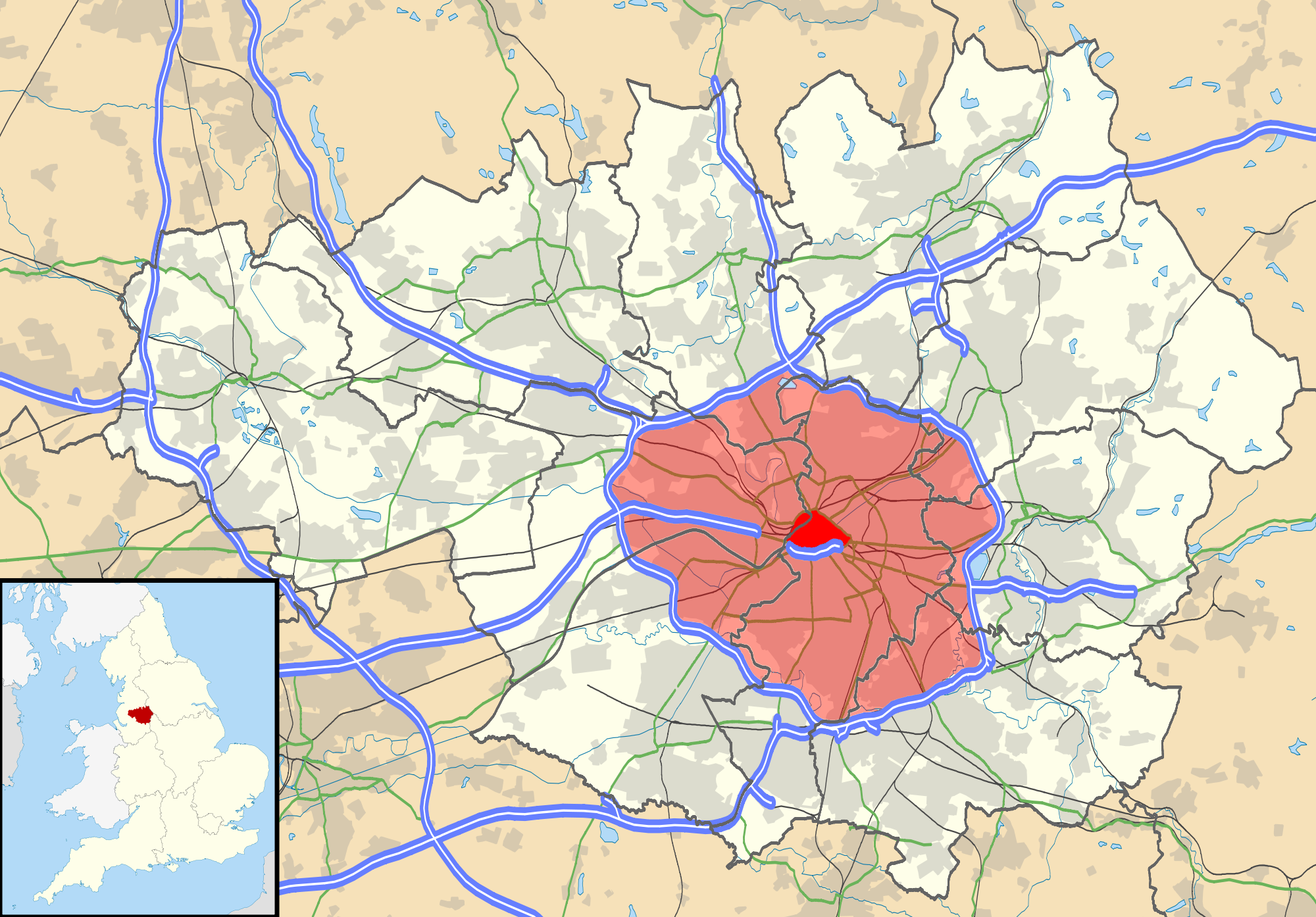
拒否された渋滞課金制度の対象地域を示すグレーター・マンチェスターの地図

香港は1983年から1985年にかけて電子渋滞料金システムの試験運用を行い、良好な結果を得た。 しかし、国民の反対により、恒久的な実施は停滞した。
2002年にイギリスのエディンバラで実施プロセスが開始され、 2005年に国民投票が実施され 74.4%の過半数で提案が否決された。
2008年、バーミンガムやコヴェントリーを含むイギリスのウェスト・ミッドランズ地方の議会は、道路課金のパイロット制度の実施と引き換えに交通プロジェクトへの資金提供を中央政府が約束したにもかかわらず、渋滞課金制度の導入案を否決した。
2007年、ニューヨーク市はマンハッタンで実施する3年間のパイロットプログラムの提案を棚上げし2008年には新たな提案が却下され、 3億5400万ドルの連邦政府補助金が他のアメリカの都市に再配分されることになった。
イギリスのグレーター・マンチェスターは、グレーター・マンチェスター都市圏の主要な都心部とマンチェスター市中心部をカバーする、2つの封鎖線を設ける計画を検討していた。政府によって支持されたが、Bury、トラフォード、ストックポートの3つの地方自治体が拒否した。実施するには、マンチェスターの10地方議会の3分の2の支持が必要だった 混雑料金の要素を含むマンチェスターの総合的な交通投資パッケージは、意見公募のために公開され、2008年12月に住民投票となり、2008年12月12日、国民投票で10地方議会全てが否決した。

#### 現在の提案

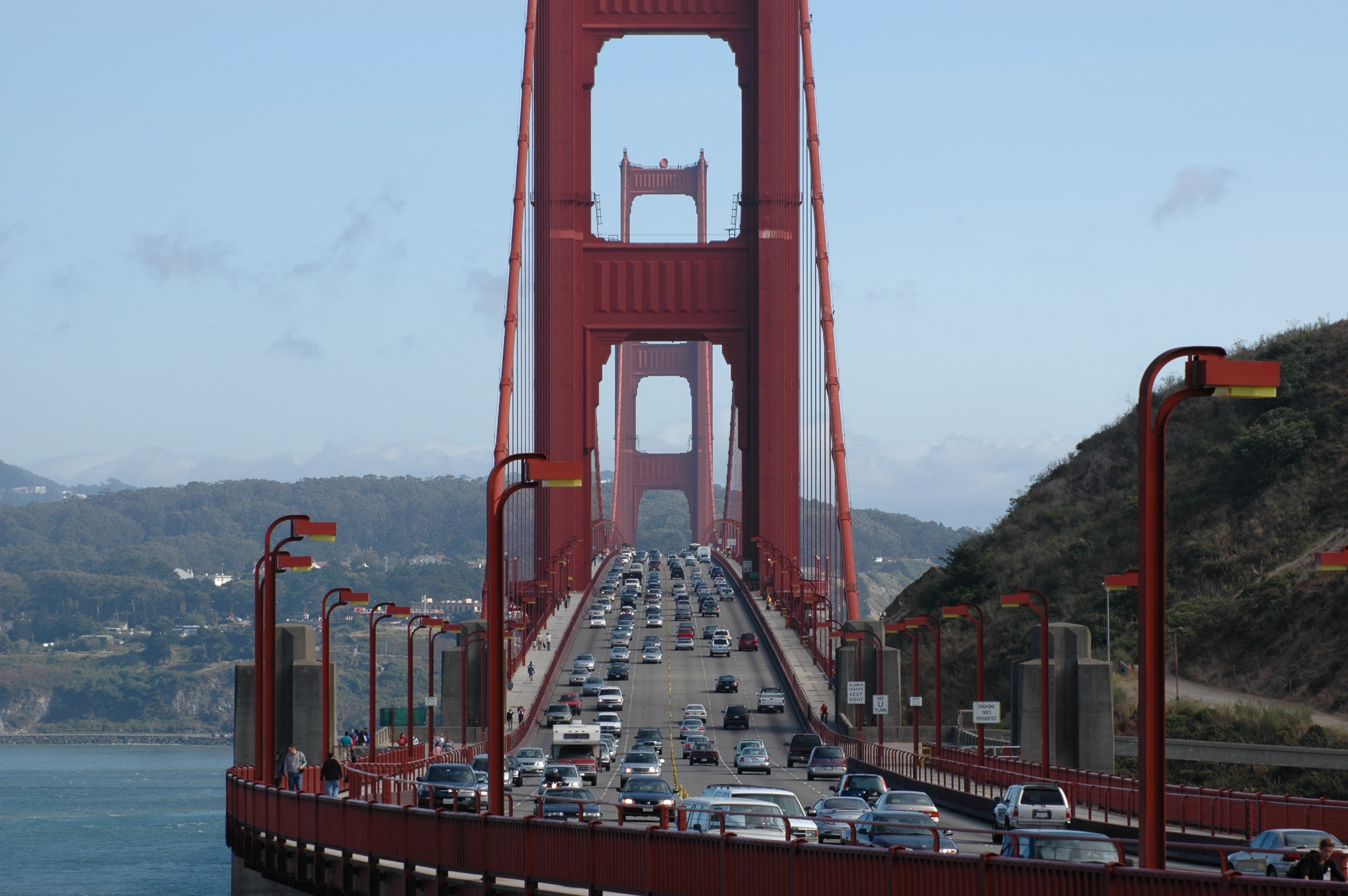
ゴールデン・ゲート・ブリッジを通ってサンフランシスコに入る交通流。

##### アメリカ合衆国
2007年8月、米国運輸省は、連邦資金10億ドルの都市パートナーシップ渋滞イニシアチブの下、渋滞課金実証プロジェクトを開始する5つの大都市圏を選定した。対象となる5つのプロジェクトは、サンフランシスコのゴールデン・ゲート・ブリッジ、シアトルのダウンタウンと東側のコミュニティを結ぶState Route 520、マイアミとフォートローダーデールを結ぶInterstate 95、ミネアポリスのダウンタウンを結ぶ州間高速道路35W、シカゴの変動料金パーキングメーターシステムとMetro ExpressLanes、2008年にニューヨーク市が同プログラムから脱退した後、同システムに代わって導入されたロサンゼルス郡のMetro ExpressLanesである。
サンフランシスコ交通局は、2006年に混雑料金導入の実現可能性調査を開始した。他の交通量削減策と組み合わせ、公共交通機関の改善や自転車・歩行者環境の整備資金を調達できる。 初の料金設定のシナリオは、2008年12月に開催された公開会議で提示され、最終的な調査結果は2010年11月に発表され、一般からの意見に基づき修正された代替案が提案された。更新された提案では、2015年に6か月から1年間の試験導入を求めている。
アンドリュー・クオモ知事は2017年、ニューヨーク市地下鉄の非常事態宣言への対応に、ニューヨーク市への渋滞課金提案を再導入したが、ビル・デブラシオ市長が反対していた。2017年後半に組織された、渋滞課金の実現可能性を調査する委員会は、渋滞課金制度がニューヨーク市に利益をもたらす可能性があると判断した。クオモの渋滞課金計画は2019年3月に承認されたが、ニューヨーク市での渋滞課金は早くても2022年まで実施されない。ニューヨーク市の渋滞課金ゾーンは北米で初となる連邦道路局は2023年6月26日に最終承認を与え、MTAが提案された渋滞ゾーンの通行料の設定を開始を準備した。実施は2024年6月30日に予定されていたが、2024年6月5日のキャシー・ホークル知事の発表で、計画は無期限に延期された
。2024年11月、ホークル知事は、2025年1月5日に減額された料金で通行料の導入を計画していると発表した。

##### 中国

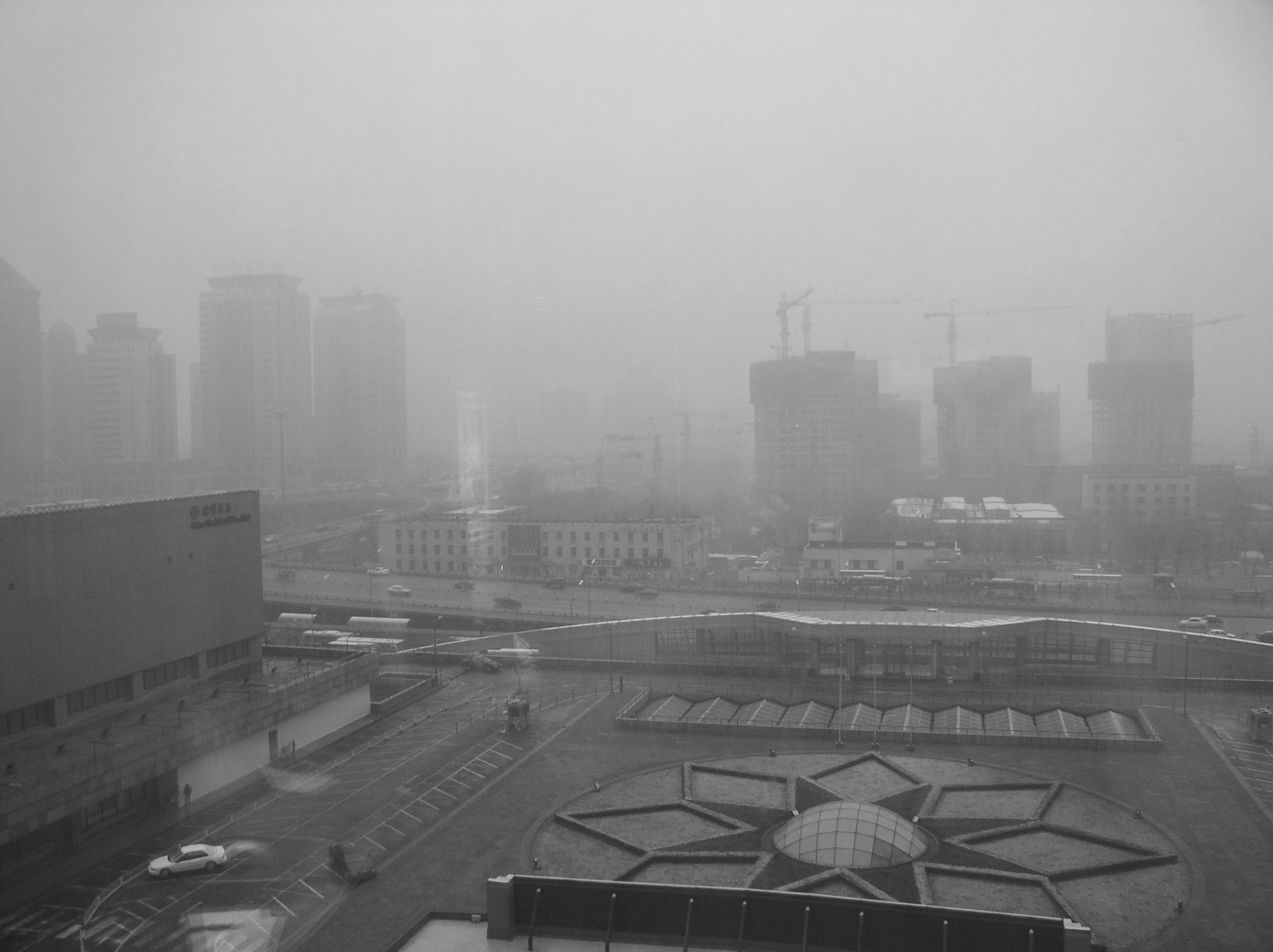
北京の深刻な大気汚染。自動車の排出ガスは市内のスモッグ発生源の31%を占めている

2011年9月、北京市当局は渋滞料金導入計画を発表した。料金額や課金ゾーンの詳細は明らかにされなかった。 2010年に初めて提案され、世界銀行が推奨した。調査では、回答者の84.4%が料金導入に反対していた。同様の計画は2010年初頭に広東省広州市でも提案され、是非について公開討論が開始された。地元メディア2社が実施したオンライン調査では、回答者の84.4%が料金導入に反対していた
2015年12月、北京市交通委員会は2016年に渋滞税を導入する計画を発表した。市の2013～2017年自動車排出ガス規制計画によると、渋滞税は実際の交通量と排出量データによるリアルタイムの変動価格 で、異なる車両、時間帯、異なる地区ごとに異なる料金を課すことができる。東城区と西城区は、渋滞税を最初に導入する可能性が最も高い地区の1つである。北京市環境保護局によると、自動車の排出ガスは市内のスモッグ発生源の31%を占めている。地元政府はそれまで、ナンバープレートの最後の数字による運転制限制度など、大気質と渋滞に対処するいくつかの政策を実施している。2011年に車両割り当て制度が導入され、抽選で新車登録免許が交付され、市当局は2017年までに600万台の上限を設定した。。 2016年5月、北京市議会は、車両割り当て制度改革の一環に、2020年までに交通渋滞料金の徴収開始を検討すると発表した 。2016年6月現在、市の環境部門と交通部門は協力して渋滞料金の提案に取り組んでいる。

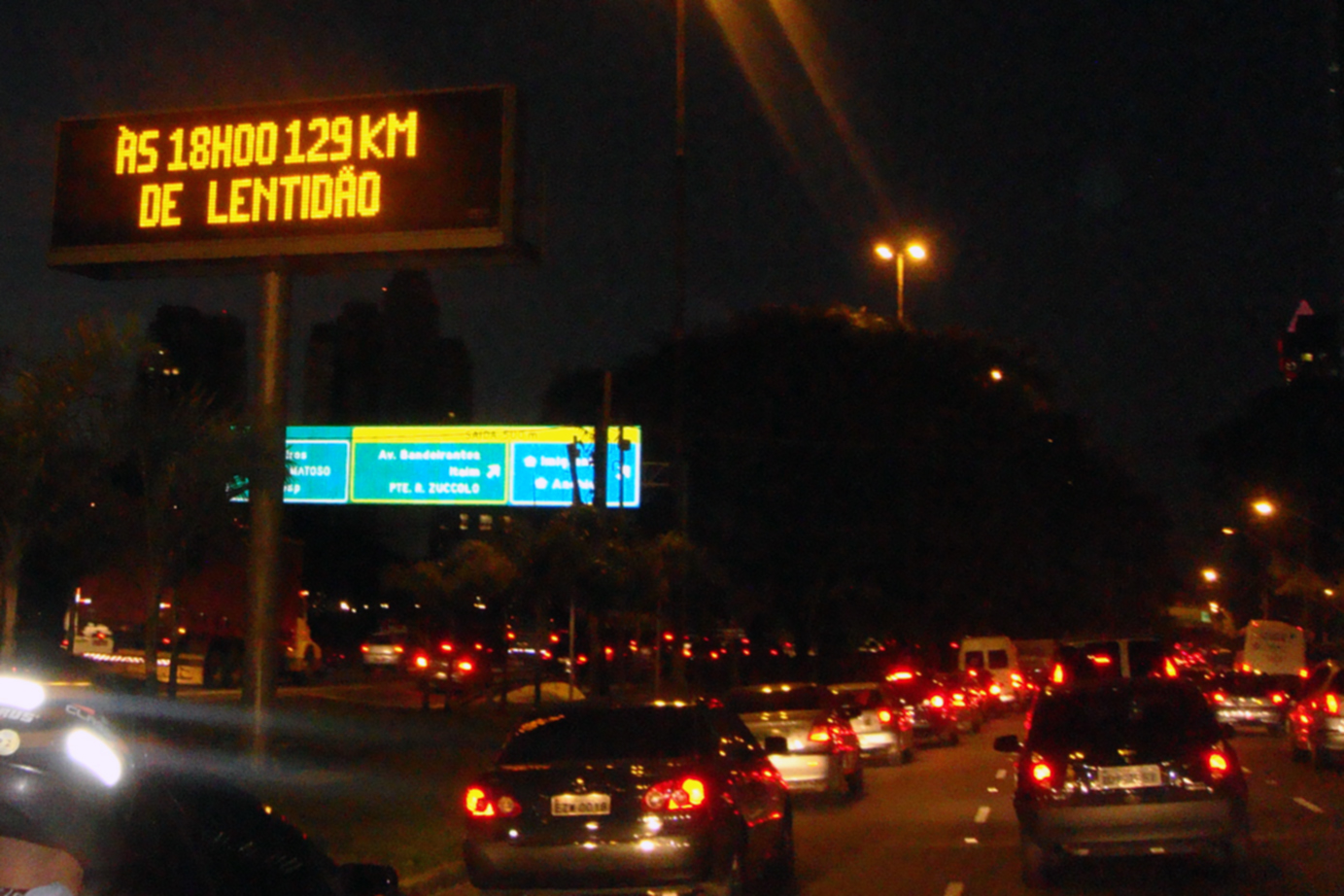
サンパウロ市街地近くのMarginal Pinheiros通りの交通渋滞。タイム誌によると、サンパウロは世界で最も交通渋滞がひどい都市である。現在の渋滞の長さをさまざまな道路情報板で知らせている。

2012年1月、ブラジル連邦政府は都市交通法を制定した。交通量を削減するために自治体が渋滞課金を実施することを認めている。公共交通機関の利用を促し、大気汚染を軽減することを目指している。渋滞課金の収入は、公共交通機関および非電動移動手段(歩行や自転車など)の都市インフラ整備、および公共交通運賃への公的補助金の財源にのみ充てられることになっており、2013年4月に施行された。
2012年4月、サンパウロ市議会の委員会の一つは、1996年から施行されているナンバープレートの最後の桁による既存の道路空間割当ポルトガル語：Rodízio veicular )と同じエリアに混雑課金を導入する法案を承認した。提案されている課金は1日当たり4レアル(約2米ドル)で、交通量を30％削減し、年間約25億レアル(約12億5000万米ドル)の収入が見込まれており、ほとんどはサンパウロ地下鉄システムとバス路線の拡張に充てられる。市議会での最終投票にかける前に、さらに2つの委員会の承認を得る必要がある。1995年以来、混雑課金を導入する法案が11件市議会に提出されている。世論調査では、非常に不評であった。雑誌「Veja」の調査では、ドライバーの80%が渋滞課金に反対しており、雑誌「Exame」の別の調査では、サンパウロ市民のわずか1%が支持し、30%が地下鉄システムの延伸が交通渋滞の緩和により良い解決策だと考えていることが明らかになった 。 2012年11月に承認されたサンパウロ市の戦略的都市開発計画「SP 2040」では、地下鉄とバス路線の密度が1.25 km/km 2に達すると予想される2025年までに渋滞課金を導入することを提案している。導入開始前に十分な協議と国民投票の実施も求められている。　

##### タイ
2024年10月、タイ運輸省は、バンコク都心部の道路に進入する自動車運転者に対し、40～50バーツの混雑料金を課す計画を発表した。バンコク首都圏のすべての鉄道路線の運賃20バーツを補助するために使用される。バンコクのチャッチャート・シッティパン知事が支持しており、電車やバスサービス、歩行者インフラを含むバンコクの交通ネットワークの拡張を提唱している。

### 都市回廊と料金所

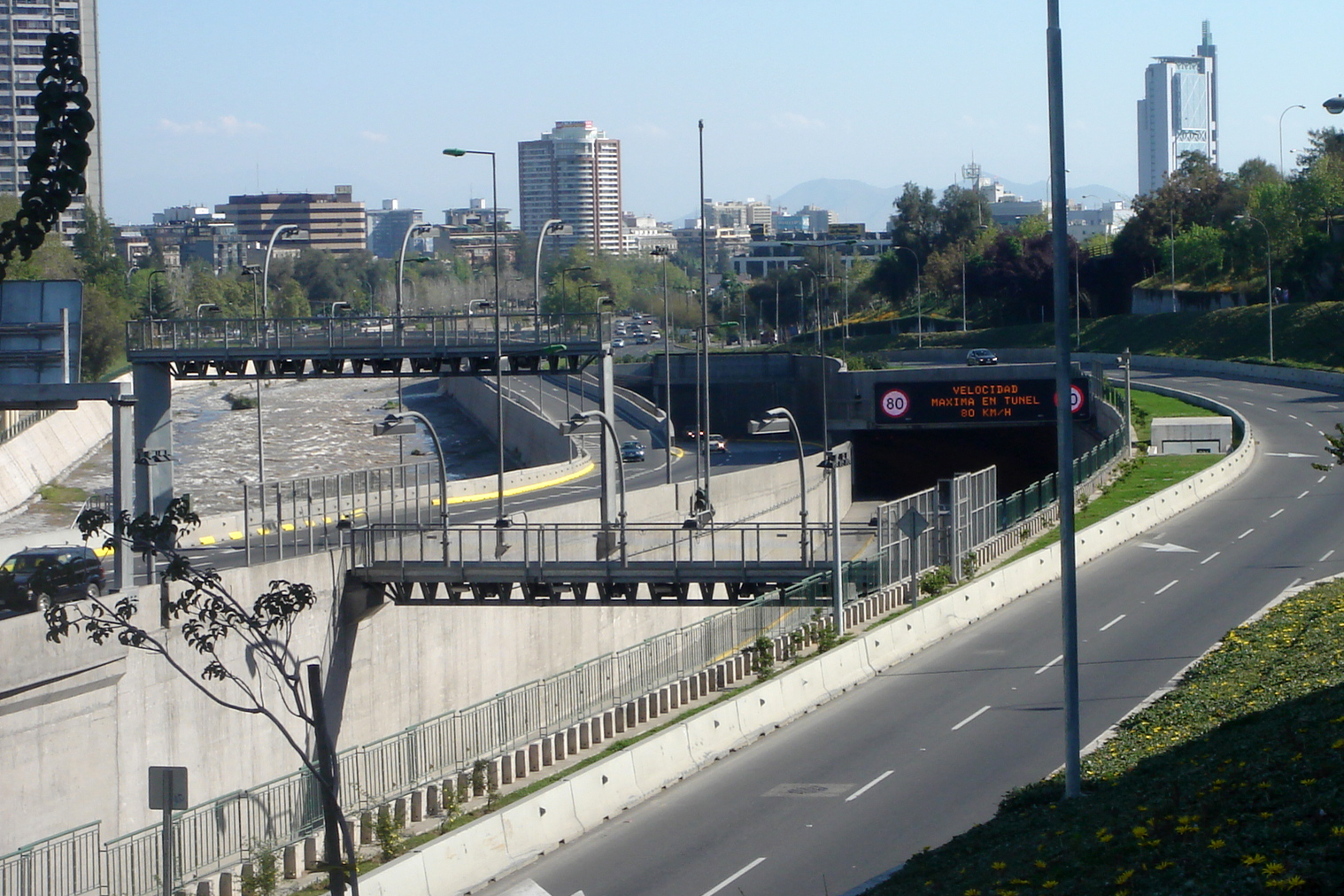
チリ、サンティアゴのダウンタウンを100％自由に横断する高速道路Costanera Norte

渋滞課金は都市部の高速道路にも導入されている。2004年から2005年にかけて、サンティアゴ市は、ダウンタウンを通過する高速道路に初めて100%停止不要の都市内通行料金を導入し、走行距離に応じて課金される。渋滞課金は、2007年からラッシュアワー時に市内中心部の速度を適正に保つために導入されている。
ノルウェーは、3大都市ベルゲン(1986年)、オスロ(1990年)、トロンハイム(1991年)の主要幹線道路でETCを導入した。 ベルゲンでは有料道路を必ず通って中心部へ進入するため、渋滞税と同様の効果がある。当初は道路インフラの財源を賄う目的であったが、オスロの都市有料道路の交通量が約5%減少し意図せぬ渋滞料金効果を生み出した。トロンハイムの課金制度も時間帯によって料金が変わるため渋滞料金効果がある。ノルウェー当局は都市で渋滞料金を導入する認可を求め、2001年に議会で法案が承認された。2011年10月、ノルウェー政府は温室効果ガスと大気汚染物質の排出量を削減し、交通渋滞を緩和することを目的に都市で渋滞料金の導入を認める規則の導入を発表した。2015年11月現在、ノルウェー当局は、ハウゲスン、クリスチャンサン、Namsos、スタヴァンゲル、トンスベルグの5つの都市または自治体にて、高速道路と都心部へのアクセスに適用される都市課金制度を実施している。
ノルウェーのETCはAutoPASSと呼ばれ、合弁会社EasyGoの一部である。

### 単独施設

#### 都市部

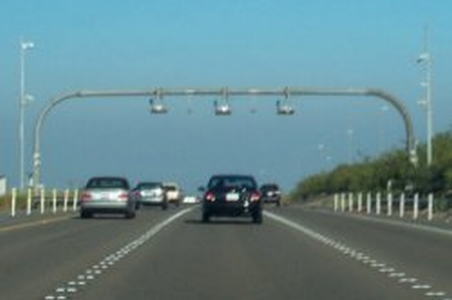
カリフォルニア州オレンジ郡の91 Express LanesにあるFasTrak HOT lanes

混雑料金は特定の道路にも適用されている。 高乗車定員有料(HOT)レーン,は、乗車定員が少ない車両または一人乗りの車両が通行料を支払えば高乗車定員車両レーン(HOV)を利用できる。主に米国とカナダで導入され、実用的な実施は、1995年にカリフォルニア州オレンジ郡で実施された私設有料レーン91で、続いて1996年にサンディエゴの州間高速道路15号線で実施された。HOT制度は「レクサス」レーンと呼ばれ、論争があり、批評家は富裕層への特典とみなしている。テキサスA&M交通研究所では、2012年までにアメリカ合衆国にはHOVレーン722マイル、HOT/Expressレーン294マイル、HOT/Expressレーン163マイルが建設中であった。
時間帯によって通行料金が変動する渋滞課金制度は、いくつかの大都市の中心業務地区 へのアクセスを提供する橋やトンネルでも導入されている。ほとんどの場合、すでに通行料金があった。変動課金制度に比べると、ダイナミック・プライシングは比較的まれで、一例はワシントンDC首都圏の州間高速道路66号線があり、深刻な渋滞時には通行料金が50 ドル近くに達するが、平均すると往復料金ははるかに安く、11.88ドル(2019 年)、5.04ドル(2020年)、4.75 ドル(2021年)となっている。

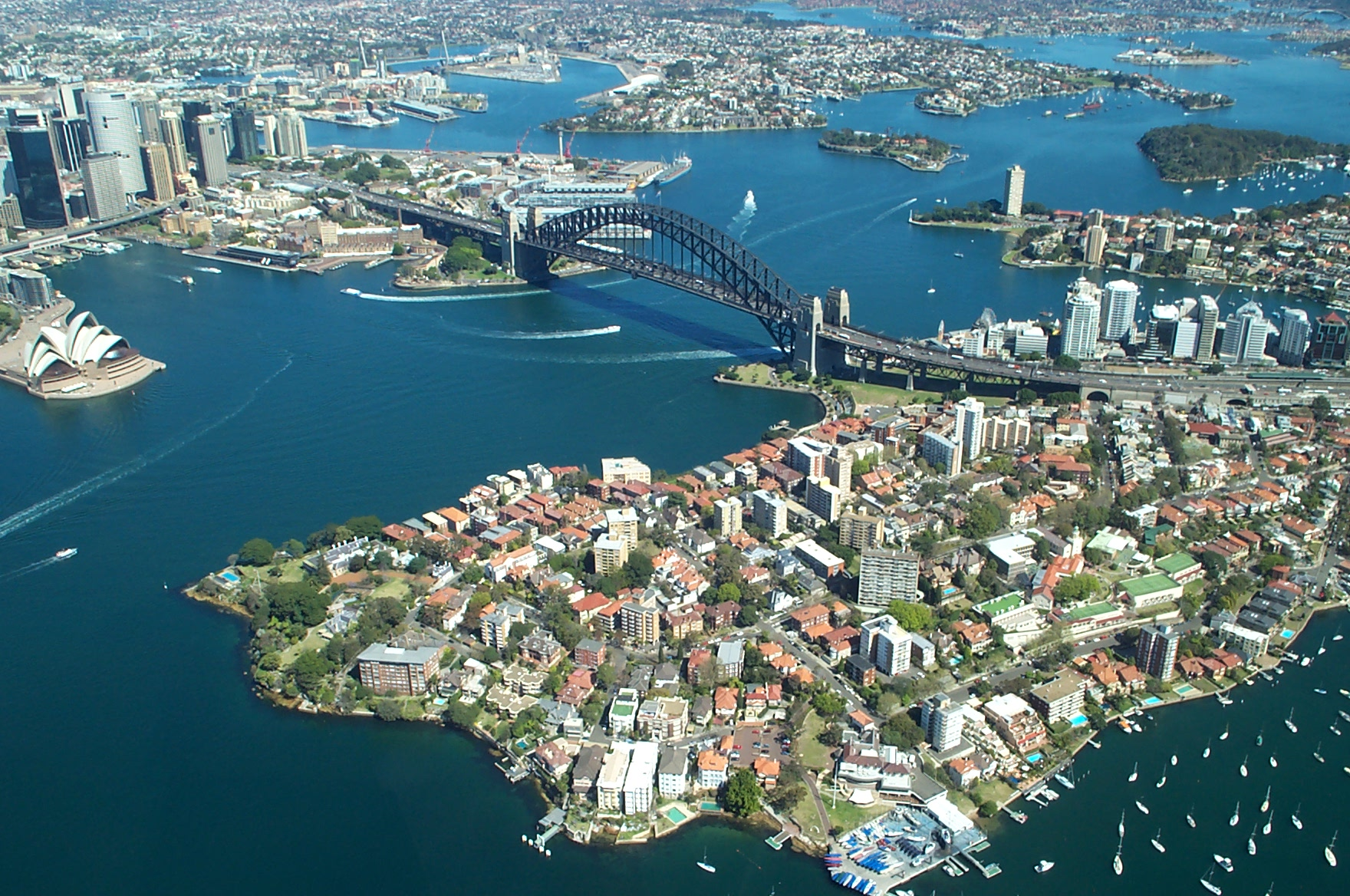
2009年1月、シドニー・ハーバー・ブリッジでは時間帯によって料金が変動するシステムが導入された。

2001年3月、ニューヨーク・ニュージャージー港湾公社（PANYNJ）は、ニューヨーク州発行のE-ZPassで電子的に支払う車両を対象に、オフピーク時間帯の通常通行料金の割引を実施した。ジョージ・ワシントン橋、リンカーントンネル、ホランドトンネルなどニューヨーク市とニュージャージー州を結ぶいくつかのトンネルと橋、およびPANYNJが管理する他のいくつかの橋で実施された。 2008年3月以降、燃費が1ガロンあたり45マイル以上の低排出ガス認定自動車は、港湾局グリーンパスを受け取る資格があり、オフピーク時間帯の通常通行料金と比較して50％の割引が受けられる。
2009年1月、シドニー・ハーバー・ブリッジで、100%停止不要のETCへの移行から2週間後に、変動料金が導入された。朝と午後のピーク時間帯には最も高い料金が課せられ、オフショア時間帯には25%の割引料金が適用される。また、夜間、週末、祝日には、従来の料金よりも低い料金が課せられる。オーストラリア初の道路混雑課金制度であり、交通量への影響はわずかで、0.19%の減少にとどまった。
2010年7月、サンフランシスコ・オークランド・ベイブリッジに渋滞料金が導入された。ベイブリッジの渋滞料金制度では、月曜から金曜の午前5時から午前10時までと午後3時から午後7時までは6ドルの通行料が課せられる。週末は5ドル。平日の他の時間帯は、通行料は以前の4ドルのままであった。 ベイエリア料金局によると 、混雑料金が適用される午前5時から午前10時までの時間帯は、ピーク時の利用者が減り、前後にベイブリッジを渡る車が増えるという。同局はまた、最初の6か月間の通勤の遅延が2009年と比較して平均15％減少したと報告した。混雑料金の導入が提案されたとき、同局は通勤交通量が20～30％減少すると予想していた。

#### 非都市部
フランス北部のオートルート A1は、都市部以外で渋滞料金が導入されている数少ない事例の一つである。リールから日曜日の午後と夕方にパリへ戻る交通需要を分散させる目的で1992年から週末に渋滞料金が導入されている。

### 研究

#### 効果の測定
道路網における渋滞は、移動における遅延時間(交通渋滞で失われる時間)を測る具体的な尺度と考えることができた。遅延は、交通量、道路容量、他の道路利用者や信号、交差点、道路工事といった交通管理策による遅延効果など、様々な要因が組み合わさって発生し、混雑していないルートと比べて、混雑したルートの追加所要時間として測定できた。しかし、渋滞を遅延の尺度として捉え、一般の人々の間では交通量と混同され、互換的に使用されることがある。
交通管理計画の真の効果を測るには、通常「何もしない」ベースラインケースを設定する必要がある。通常の傾向と予想されるネットワークへの影響を推定するものである。特に、ロンドン渋滞課金制度,では行われず、実際の影響範囲を判断できないという主張がある。制度の影響とは無関係に、ロンドン交通局(TfL)は遡及的な分析によって、駐車規制により交通量が大幅に減少し、交通管理や他の介入によって高速道路の容量が減少し、渋滞が悪化したと推定している。ゾーンが拡大される前の最後の年である2006年には、TfLは交通量が近年のどの年よりも少なく、ネットワークの交通速度も近年のどの年よりも低かったことを観察した。
導入から10年後の2013年、TfLは、渋滞課金制度によって交通量が基準値から10%減少し、2000年から2012年の間にロンドンの車両キロが全体で11%減少したと報告した。改善にもかかわらず、交通速度は過去10年間、特にロンドン中心部で次第に低下している。交通速度の歴史的な低下は、都市環境の改善、道路安全性の向上、公共交通機関、歩行者および自転車交通の優先を目的とした道路網の有効容量を削減する介入、および2006年以降の公共事業による道路工事および一般的な開発活動の増加による可能性が高いと説明されている。TfLは、ロンドン中心部の渋滞レベルは課金前のレベルに近いものの、渋滞課金による交通量削減の有効性を考えると、渋滞課金制度がなければ状況はより悪化していただろうと結論付けている。

#### ニューヨーク市渋滞料金に関する環境評価調査
2023年5月、メトロポリタン交通局(MTA9は、2023年6月12日に終了する30日間のパブリックコメント期間を含む渋滞プログラムの環境アセスメント(EA)を最終決定し、公表した。 EAには、ニューヨーク、ニュージャージー、コネチカットを含む28郡の地域で平均平日1日あたり2,880万回の移動を行う2,200万人の包括的な地域調査が含まれていた。 地域調査の下で、MTAは他のスポンサー組織と共に、地元の研究のデータと郡のデータを含め、渋滞料金が導入された場合の重要なパターンを観察した。2023年6月22日までに、連邦道路局（FHWA）は、プロジェクトに対する重大な影響がないとの結論（FONSI）を公表した。 EA では、ニューヨーク都市圏内で一部のドライバーが自動車から公共交通機関へ切り替えることで、地域の大気質が改善する可能性が示された。EA では、渋滞課金プロジェクトの 7 つの「代替」シナリオが報告されており、渋滞課金が完全に導入された場合 (シナリオ A) と、プロジェクトから何の措置も取られないシナリオの例外的な差異が示されている。渋滞課金 (シナリオ A) の結果は、「措置なし」の代替案と比較し、1 日の車両走行距離が 7.1%～9.2% 削減され、渋滞ゾーンに進入する車両数が 15.4%～19.9% 削減され、プログラムの純収益は推定 10 億 2,000 万ドル～14 億 8,000 万ドルになると予想された。窒素酸化物排出量は、ゾーン内で 9.54%、ニューヨーク郡 (マンハッタン) で約 5.96% 減少すると推定される。炭素排出量などの他の汚染物質は11.48%減少し、微粒子物質（PM2.5とPM10）はそれぞれ11.37%と12.16%減少すると予想されていた。
渋滞ゾーン外の近隣地域でも大気汚染物質が増加すると予測されている。特に、ニュージャージー州バーゲン郡では、渋滞料金が導入された場合、窒素酸化物排出量が 0.63% 増加すると予測されている。ブロンクス区の住民は、窒素酸化物排出量が 0.09% 増加すると予測されている。同様に大気汚染物質の増加が予測されている他の地域には、リッチモンド郡とパトナム郡がある。さらに、EA は、渋滞料金が導入された場合、一部の高速道路の車両数にわずかな影響があることを示しているが、車両走行マイルには影響がないと示している。2045 年の予測に関する EA データでは、ブルックリンから BQE (ブルックリン・クイーンズ・エクスプレスウェイ) や、マンハッタン橋、ブルックリン橋など他の接続された入口を含む渋滞ゾーンへの横断が 10.4% 減少すると予測されている。渋滞料金が導入されると、FDR ドライブの車両は 5.4% 減少する。平日平均で自家用車で渋滞地帯にアクセスする人が 16,000 ～ 42,000 人減る。
環境影響評価では、渋滞(走行車両マイル)に大きな変化は見られなかったと報告されている。例えば、高速道路のFDRドライブでは、走行車両マイルが0.2％増加すると予測されていた。とはいえ、一部の当局者は楽観的で、渋滞課金によって、特にBQEなどの地域では交通量が7～10％減少するだろうと述べている。渋滞ゾーン外の近隣地域でも大気汚染物質が増加すると予測されている。特に、ニュージャージー州バーゲン郡では、渋滞料金が導入された場合、窒素酸化物排出量が0.63％増加すると推定されている。ブロンクス区の住民は、窒素酸化物排出量が0.09％増加すると予測されている。同様に大気汚染物質の増加が予測されている他の地域には、リッチモンド郡やパトナム郡がある。さらに、環境影響評価では、渋滞課金が導入された場合、一部の高速道路の車両数にわずかな影響が見られるものの、走行車両マイルには影響が見られないことが示された。 EAの2045年予測データでは、ブルックリンからBQE(ブルックリン・クイーンズ・エクスプレスウェイ)やマンハッタン、ブルックリン橋などの接続された入口を含む渋滞ゾーンへの横断が10.4%減少すると予測されている。渋滞料金導入により、FDRドライブの車両は5.4%減少し、平日平均で自家用車で渋滞ゾーンにアクセスする人が16,000～42,000人減る。EAは、渋滞(車両走行マイル)に大きな変化はないと報告した。例えば、高速道路のFDRドライブでは、車両走行マイルが0.2%増加すると予測されていた。とはいえ、一部の当局者は楽観的な見方をしており、渋滞料金導入により、特にBQEなどのエリアで交通量が7～10%程度減少するだろうと述べている。

#### 学術的な議論と懸念
渋滞課金を支持する交通経済学者でさえ、実際の実施に関しては、いくつかの実際的な制約、懸念、そして議論の余地のある問題を予想していた。Cerveroによる要約は、
大都市圏の交通に対する真の社会的費用課金は、これまで現実世界での実施を逃れてきた理論上の理想であることが証明されている。主な障害は、運輸経済学の教授や声高な環境保護主義者を除けば、ピーク時の交通に大幅に高い料金を課すことに賛成する人がほとんどいないことである。中流階級のドライバーは、ガソリン税や登録料で既に車に乗るために払いすぎているとよく不満を漏らしており、混雑時にさらに料金を払うのは傷口に塩を塗るようなものだ。米国では、有権者からの報復を恐れて、混雑課金の理念を擁護しようとする政治家はほとんどいない。批評家はまた、運転に料金を値上げすることはエリート主義的な政策であり、富裕層が自由に移動でき貧困層を道路から締め出すものだと主張する。以上の理由から、ピーク時の課金は多くの人々の心の中で夢物語のままである。
ButtonとSmall et al.,  はともに、次のような問題点を特定している。
- 都市道路交通の現実世界の需要関数は、交通経済分析で使用される理論関数よりも複雑である。渋滞料金は、経済における他のすべての財も限界費用で価格設定されている場合に、道路空間の最適価格が限界費用価格に等しいという仮定に基づき、最善の解決策として開発された。現実世界では真実ではなく、渋滞料金の実際の導入は、代理または次善の解決策に過ぎない。渋滞料金の背後にある経済原則によると、最適な渋滞料金は、運転者が支払う平均費用と、他の運転者に課される限界費用(追加の遅延など)および社会全体に課される限界費用(大気汚染など)との差を補うものでなければならない。需要関数もリンク固有の速度フロー曲線も正確に知ることができず、最適に紐付けられた通行料金を設定し難い。渋滞料金の適切な価格設定は、実際には試行錯誤の繰り返しになると認識されている。
- 不平等の問題：道路利用者の多様性が、望ましくない分配の波及効果をもたらす恐れがある。有料道路の利用は、利用者の所得水準に依存する。混雑料金を支払えない利用者がいる場合、中流階級と富裕層に特権を与えることになりかねない。より好まれない代替手段に乗り換える利用者もまた、不利な状況に置かれる。裕福でない人ほど、公共交通機関を利用する可能性が高くなる。道路空間の配給（英語版）は、混雑料金よりも公平であると一般的に考えられているもう一つの戦略である。しかし、高所得者はセカンドカーで移動制限を回避でき、需要が比較的非弾力的な利用者(例えば、作業現場に工具を運ぶ必要がある労働者など)は、大きな影響を受ける[165]。
- 得られた収入の配分方法の決定は困難を極め、学者の間でも議論の的となっている。収入は公共交通機関の改善(ロンドン)や、新しい道路インフラへの投資(オスロ)に活用できた。一部の学者は、収入は以前の道路利用者への直接的な移転支払にすべきだと主張している。渋滞料金は、公共収入の増加や、税金の代替が目的ではないが、道路利用者と納税者にとって、最大の懸念事項の一つとなっている。

不平等と収入配分の問題を回避する代替案に、移動権や収入中立の課金・混雑課金による、ピーク時移動の配給制がある。既存のカーボンオフセットの排出権取引に似たものとなる。大都市圏や都市の住民、あるいは納税者には移動権や混雑課金が発行され、自分で使用することも、個人の割り当てを超えて自動車での移動を続ける意思のある人に売却または交換することもできる。政府ではなく、公共交通機関へ切り替える利用者やピーク時の移動を減らす利用者が直接的な利益を得られる。

#### 世論の論争
渋滞料金が導入された数少ない都市の経験から、社会・政治からの受容が鍵とされている。渋滞料金への市民の不満や反対は、不平等問題、近隣地域への経済的負担、小売業や経済活動全体への影響、そして収入が単なる税金になってしまう懸念による。
渋滞課金制度は、国民に激しい論争を巻き起こし、ストックホルムでは7ヶ月間の試行期間後に住民投票を行い部分的に解決されてきた。しかし、住民投票の境界線設定も議論されている。都市部外に住む人々の負担が多い一方で、外部からの恩恵は都市部内に住む人々に与えられるからである。ストックホルムでは、住民投票では市境内(投票場所)では賛成多数であったが、市境外では賛成多数に至らなかった。
便益が通常、都市交通の観点からのみ評価されるためコルドンエリアの混雑課金制度が経済活動や土地利用に与える影響についても懸念が表明されている。しかしながら、混雑課金制度は、都市の質の向上と小都市における歴史的遺産の保護が主な目的である
。
課税がビジネスに与える影響については議論があり、ロンドンでは商店や企業が課税費用によって大きな影響を受けており、売上減少と配送費用増加の影響を受けている報告がある一方、課税導入から6か月後には企業が課税を支持していたという報告もある。課税対象区域内のビジネス活動は生産性と収益性の両方で向上し、課税はロンドン経済全体に「おおむね中立的な影響」を及ぼしたとする報告がある一方 、2007年の延長後には平均でビジネスが25%減少したと主張する報告もある。
渋滞ゾーンに隣接する地域への環境影響についても批判があり、渋滞料金が「駐車場」を作り出し、地域の交通量と大気汚染を増やすと主張している。また、一部の通勤者に逆進的な税金を課すことにもなると述べている。しかし、ストックホルムで行われた渋滞料金の試験運用では、渋滞ゾーン外の地域で交通量が減少したことが示された。他の反対派は、料金設定は中流階級と下流階級の住民が経済的な打撃を受け増税になる恐れを主張している。追跡目的のカメラの設置も、市民の自由に関する懸念を引き起こす恐れがある。

### 効果
2019年に実施された、2006年から2010年にかけてのストックホルムの渋滞料金に関する研究では、渋滞料金がなければ、2006年から2010年の間にストックホルムの空気は5～15%汚染され、幼児の喘息発作が大幅に増加していたことが判明した。北京での運転規制を分析した2020年の研究では、渋滞料金の導入により、交通量全体が減り、交通速度が上がり、汚染が減り、温室効果ガスの排出量が減り、交通事故が減り、税収が増加すると推定された 。ロンドンを対象とした2020年の研究では、渋滞料金 (2003年導入)によって汚染が減り、運転も減ったものの、ディーゼル車(渋滞料金の対象外)による汚染は増加したことがわかった。2021年の研究では、渋滞料金によって通勤時間の短縮によりCO2 排出量が削減されたことわかった。
2013年の調査によると、シアトルで渋滞料金制度が導入された後、対象となった路線への満足度が高まり、ストレスも低下したと報告している。
2016年の調査によると、シンガポールでは渋滞料金の引き上げにより公共交通機関を利用する人が増えたことが明らかになった。2016年の調査では、渋滞料金が導入されたシンガポールの封鎖区域内では、区域外と比較して不動産価格が19%下落したことが明らかになった。

## 水路

### パナマ運河の予約システムとオークション
パナマ運河は、閘門の操作時間と周期によって容量が限られ、運河を通過する船舶の大型化によって移動時間が長くなり、運河の老朽化で定期保守作業が必要になり、水路は定期的に閉鎖されている。一方で、国際貿易の急速な成長で需要は伸びている。また、利用者はサービスレベルの保証を求めている。パナマ運河庁(ACP)は運河の効率は向上しても、2009年から2012年の間に限界に達すると予測している。混雑問題の長期的な解決策は、新しい3番目の閘門による運河の拡張であり、2007年に工事は始まり、2016年6月に商業運転を開始した。新しい閘門は、より大型のポストパナマックス船の通過を可能にする。
船舶の高額な運航費用(コンテナ船の1日あたりの運航費用は約4万米ドル)、ハイシーズンに発生する長い待ち行列(時には最大1週間の遅延)、そして運河で輸送される一部の貨物の高額性を考慮し、ACPは混雑料金制度を導入し、利用可能な容量の有効活用と船会社へのサービス提供レベルの向上が図られ、2つの選択肢が出された。(1)従来通り、先着順で通過する。(2) 混雑料金として有料でサービスを予約する。
予約されたサービスには2つの料金オプションがあった。オンラインで利用できるトランジット予約システムでは、列に並びたくない顧客は通常の通行料に15%の追加料金を支払い、特定の日のトランジットを保証し、18時間以内に運河を渡ることができた。1日あたりのスロットは24個、最大365日先まで販売する。2つ目の選択肢は、優先度の高いトランジットであった。2006年以来、ACPは25番目のスロットを提供しており、トランジットスロットオークションで最高入札者に販売されている。トランジット予約システムの主な顧客は、クルーズ船、コンテナ船、自動車運搬船、および非コンテナ貨物船である
トランジット・スロット・オークションで支払われた優先通航料の最高額は、2006年8月にタンカーに課された1隻US$220,300で、ガトゥン閘門の保守作業終了を待つ90隻の列を迂回し、7日間の遅延を回避した。通常の通航料はわずかUS$13,430だった。通常の通航料の平均はUS$54,000である。

## 空港

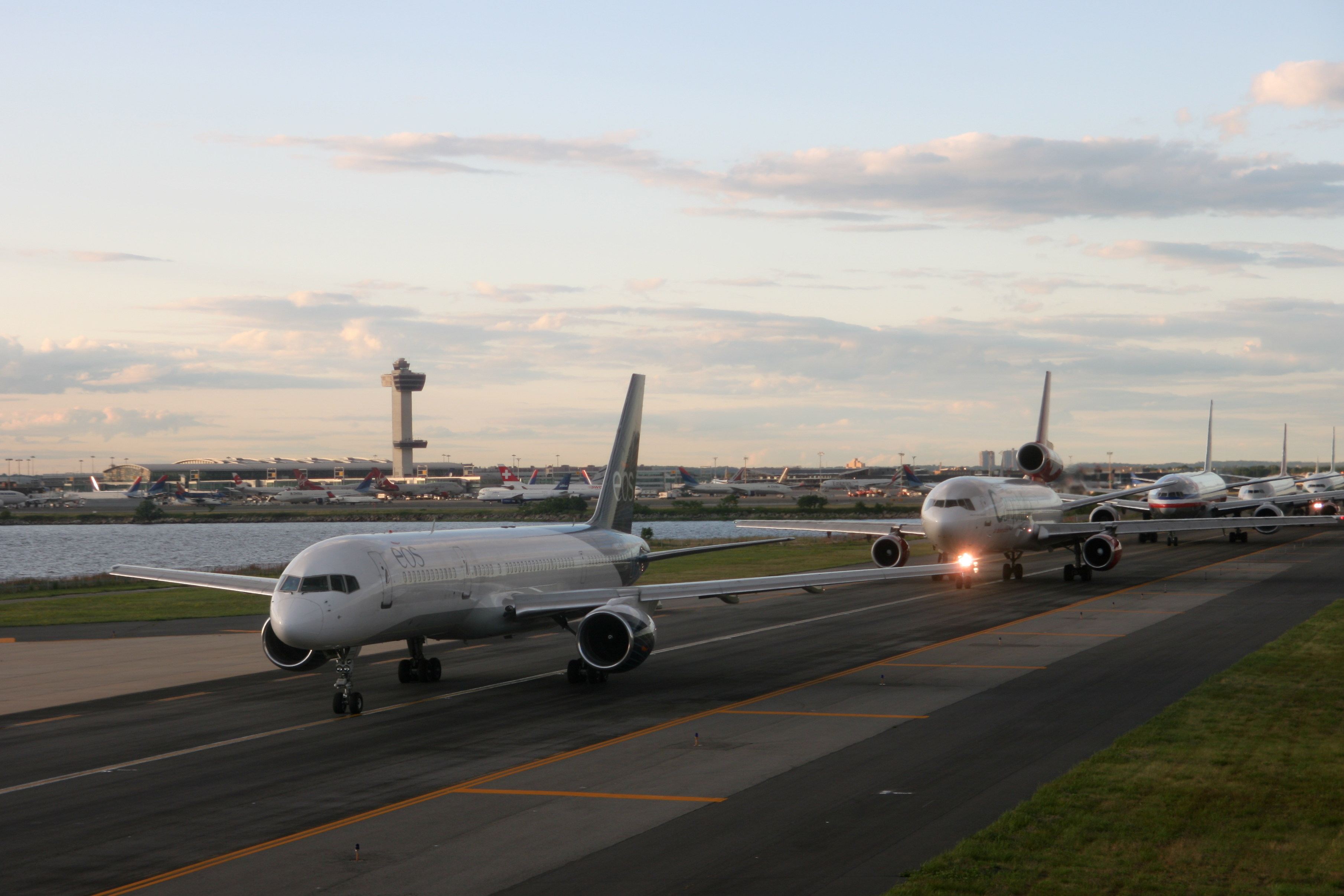
世界で最も混雑する空港の一つであるニューヨークのジョン・F・ケネディ国際空港

多くの空港が極度の混雑に直面しており、滑走路容量が最も希少な資源となっている。問題を緩和するために、パナマ運河同様のスロットオークションを含む混雑料金制度が提案されてきたが、実施は断片的であった 。最初の制度は1968年に開始され、ニューヨーク市のニューアーク、ケネディ、ラガーディア の各空港で25席以下の航空機のピーク時着陸料が引き上げられ、着陸は30％減少した。業界の規制緩和まで適用されたが、ニューヨークで最も利用者数の多い空港で、ゼネラル・アビエーションに対する高い料金が維持された。1988年にボストン・ローガン空港 でゼネラル・アビエーション着陸料が引き上げられ、多くはローガン空港を離れ二次空港へ移行した。両者の料金体系は裁判で争われ、ボストンの訴訟では代替空港がないため、裁判官は一般航空利用者に有利な判決を下した。ニューヨークの訴訟では、裁判官は「料金は混雑緩和の正当な手段である」として訴訟を棄却した。
混雑料金は定期航空便にも導入されている。英国空港局(BAA:当時) は、あらゆる種類の商用航空に混雑料金を導入した先駆者である。1972年には、季節や時間帯に応じて追加料金が変動する最初のピーク料金政策を実施し、1976年までにピーク料金を引き上げた。ロンドン・ヒースロー空港では、 1976年から1984年の間に7つの料金体系があった。1988年に国際仲裁に訴え、勝訴したのは米国の航空会社であった。
1991年にアテネ国際空港は夏季の観光シーズン中、11:00から17:00に到着する航空機に25%高い着陸料を課した。香港は基本重量料金に一律料金を追加で課している。1991年から92年にはロンドンの主要空港である ヒースロー、ガトウィック、スタンステッドでピーク時料金が導入され、航空会社は航空機の重量に応じてピーク時とオフピーク時の運航で異なる着陸料を請求された。たとえばボーイング757の場合、3空港すべてでピーク時の着陸料はオフピーク時の料金の約2.5倍だった。ボーイング747の場合は差はさらに大きく、古い747にはより高い騒音料金が課せられる。滑走路の混雑とは関係があるが、イギリスの主要空港でのピーク時料金の主な目的は収入を増やし投資するためであった。 
- Automobile costs
- ブライスのパラドックス
- 死重損失
- ダウンズ・トムソンのパラドックス
- 電気料金
- Low-emission zone
- Energy demand management (congestion pricing applied to electric utilities)
- GNSS road pricing
- 誘発需要
- ジェボンズのパラドックス
- Lewis–Mogridge position
- パレート効率性
- ロードプライシング
- Road space rationing
- Tax incidence
- コモンズの悲劇
- 交通経済学
- 交通需マネジメント
- ダイナミック・プライシング
- Vehicle miles traveled tax
- Water pricing